# Cesare Aretusi
Cesare Aretusi (Bolonia, bautizado el 1 de septiembre de 1549 - Bolonia, 4 de octubre de 1612, ibíd.), pintor italiano activo durante el Renacimiento tardío.

## Biografía

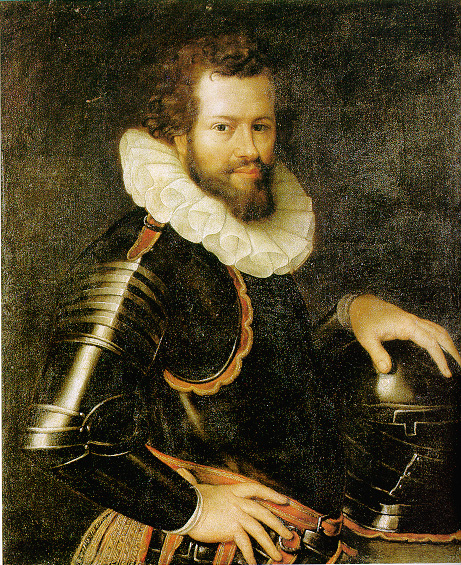
Ranuccio I Farnesio, duque de Parma, Palazzo del Giardino, Parma.

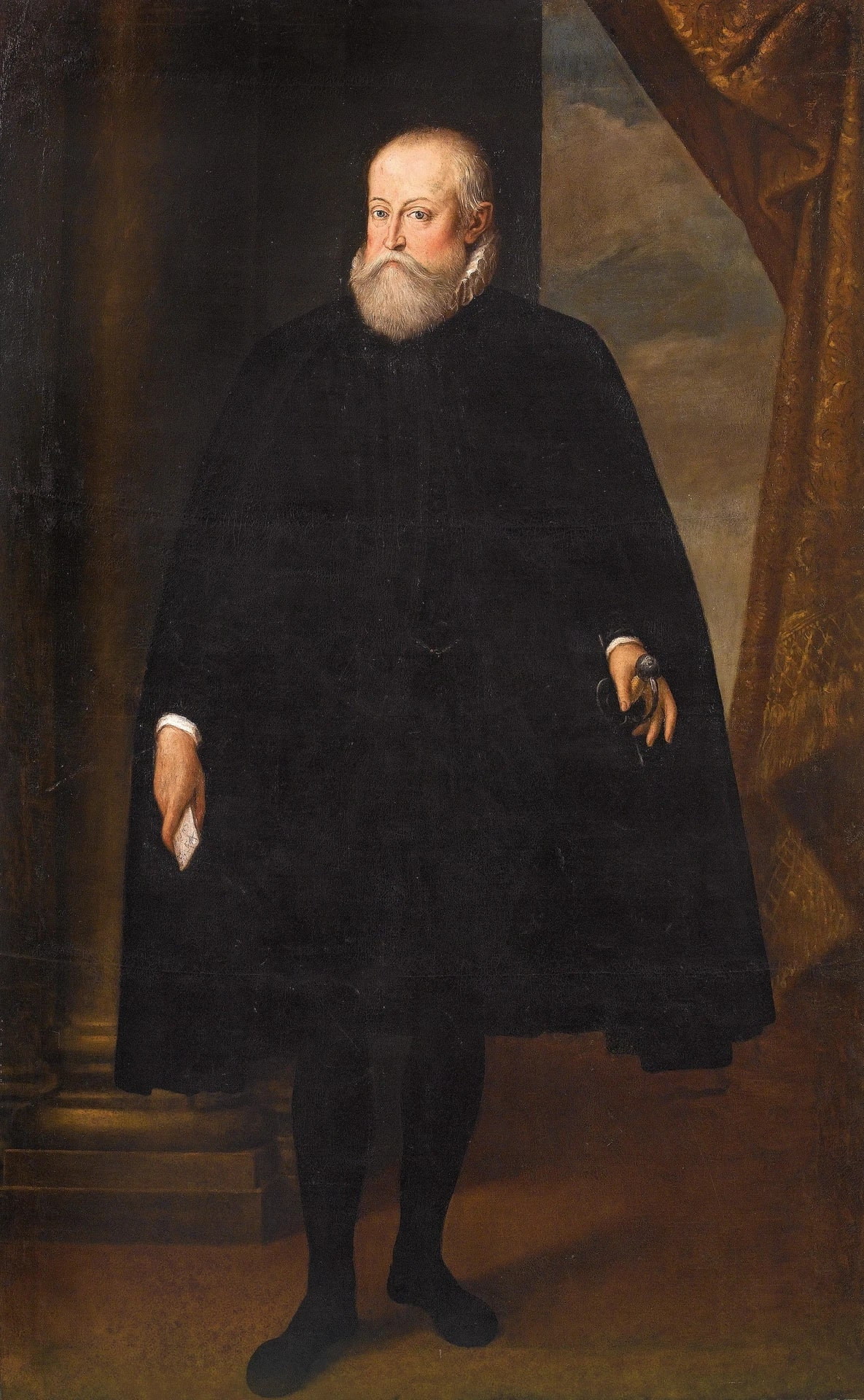
Alfonso II de Este, duque de Ferrara, colección particular.

Se formó como pintor en el taller de Bartolomeo Bagnacavallo. Sus primeros trabajos están plenamente integrados en la corriente manierista; las referencias más evidentes son Bartolomeo Passerotti, Lorenzo Sabatini y Orazio Samacchini; con el último de los cuales le unió una buena amistad durante su juventud. Poco después su obra reflejará la nueva corriente contramanierista, introducida en Bolonia por el cardenal Gabriele Paleotti (Crucifixión con la Virgen y santos, Santa Trinità).
A partir de 1576 colaboró con Giovanni Battista Fiorini en algunos proyectos, como los frescos de Cristo entregando las llaves a San Pedro (1579, San Pedro de Bolonia) o la Coronación de la Virgen (1588, San Michele in Bosco) y diversas tablas de altar para varias iglesias boloñesas. En estas obras se aprecia la nueva influencia de artistas como Prospero Fontana y de las Escuelas Florentina y Romana.
Su asociación con Fiorini acabó cuando Aretusi fue llamado a Parma (1586) para realizar una copia y restauración del fresco de Correggio de la Coronación de la Virgen en el ábside de San Giovanni Evangelista (Catedral de Parma), que estaba prácticamente destruido.
Cesare Aretusi fue también un reconocido especialista en el retrato; varios ejemplares de este tipo se encuentran en la Galería Nacional de Parma. Para Alfonso II de Este, duque de Ferrara, realizó una serie de pequeños retratos femeninos en cobre, ahora perdidos.
Cesare no es hijo de Pellegrino Aretusi, el pintor modenés, como se había creído. El contrato que firmó para realizar la copia de Correggio lo niega expresamente.

## Obras destacadas
- San Bartolomé adorando a la Virgen (1570-75, San Bartolomeo, Bolonia)
- Crucifixión con la Virgen y santos (c. 1575, Santa Trinità, Bolonia)
- Nacimiento de la Virgen (1577-82, San Giovanni in Monte, Bolonia)
- Cristo entregando las llaves a San Pedro (1579, San Pedro de Bolonia)
- Procesión milagrosa de San Gregorio Magno (1580, Santa Maria del Baraccano)
- Misa de San Gregorio Magno (1580, Santa Maria dei Servi, Bolonia)
- Coronación de la Virgen (1586, San Giovanni Evangelista, Parma)
- Coronación de la Virgen (1588, San Michele in Bosco, Bolonia)
- Deposición con San Benito y San Francisco de Paula (1593, San Benedetto, Bolonia)
- Retrato de Paolo Ricci (Galería Nacional de Parma)
- Retrato de Pomponio Torelli (Galería Nacional de Parma)
- Retrato de Ranuccio I Farnesio, duque de Parma (Palazzo del Giardino, Parma)
- Retrato de Alfonso II de Este, duque de Ferrara (colección particular)
- Inmaculada Concepción con el Niño y San Luis Gonzaga (San Francesco, Bolonia)